# Göthe Anderson

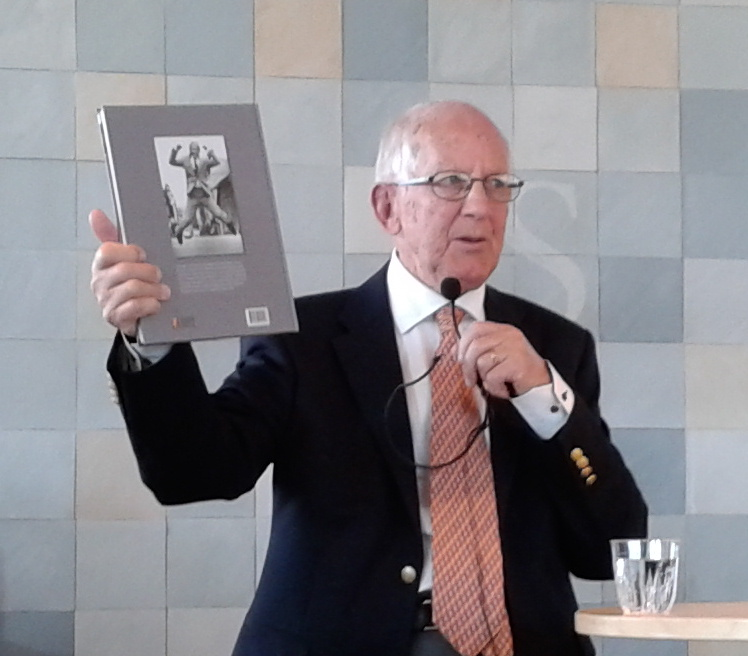
Göthe Anderson presenterar sin bok 2014.

Karl Gustav Göthe Anderson, född 27 april 1935 i Gislaved, var kommunalråd för socialdemokraterna i Linköpings kommun mellan 1972 och 1991.

## Biografi
Göthe Anderson intresserade sig tidigt för politik, blev medlem i SSU och kom 1962 till Linköping som ombudsman för målarfacket. Under hans tid vid makten präglades Linköping av stark tillväxt, men också av ett ensidigt beroende av Saab som dominerande arbetsgivare, vilket skapade oro. Hans goda kontakter hos den socialdemokratiska regeringen hjälpte till att etablera Linköpings universitet, med åtföljande högteknikföretag i Mjärdevi Science Park, något som han har skildrat i boken Från industrikris till högteknologi.
Under hans ledning byggdes 1987 ett nytt Folkets Hus, som senare har övergått i kommunens ägo och idag är känt som Konsert & Kongress Linköping. Mot sig hade han en folklig opinion som organiserade namninsamlingar och protestmöten både mot konserthusbygget och mot Vallaleden, ett segment av stadens ringled som aldrig blev byggt. I maj 1990 avslöjades att han hade hjälpt en bekant förbi bostadskön, vilket ledde till att han senare samma år tvingades avgå från samtliga uppdrag.